# Progressief Wierden
Progressief Wierden (PW) is een lokale politieke fusiepartij in de Nederlandse gemeente Wierden (provincie Overijssel).

## Geschiedenis
In het voorjaar van 1997 gingen PvdA, D66 en GroenLinks in Wierden samen in één nieuwe partij, het Platform Progressief Wierden. Ook mensen die nog niet lid waren van een politieke partij waren bij de oprichting betrokken. Kernwoord was progressiviteit en daarbij kwam de wens om lokaal een opener manier van politiek te bedrijven. Bij de gemeenteraadsverkiezingen van 1998 behaalde de partij drie zetels en werd Pelle Mug fractievoorzitter. In 2002 werd dit resultaat wederom gehaald. In 2006 kreeg PPW vier zetels en werd Theo de Putter die in de vorige periode al halverwege de rit het fractievoorzitterschap van Mug had overgenomen wethouder in een college samen met het CDA. Na de verkiezingen van 2010 kreeg PPW opnieuw 4 zetels en werd het college met het CDA voortgezet. Ook bij de verkiezingen in 2014 behield PPW haar 4 zetels en vormde het een college met CDA en VVD.
In december 2020 is de naam Platform Progressief Wierden veranderd in Progressief Wierden.